# شیل (بازاریابی)
شیل در بازاریابی به کسی گفته می‌شود که به عنوان یک خریدار کالا یا خدمتی به فروشنده نزدیک می‌شود و قصد خرید خود را اعلام می‌کند. اما، در واقع او همدست فروشنده است و در واقع بازارگرمی می‌کند. در بسیاری از قوانین جهان شیل یک امر غیرقانونی است و مجازات سبک و سنگین دارد چون می‌تواند به نوعی فریب مصرف‌کننده باشد. در مورد اینکه چرا شیل اثر بزرگی دارد تحقیقات زیادی شده‌است و گفته می‌شود که سایر مشتریان بیشتر به لحاظ روانشناختی فریب شیل را می‌خورند، و نه به دلیل کیفیت کالا یا خدمتی که شیل از آن تعریف می‌کند.